# 朱家恺
朱家恺（1931年—2021年2月5日），男，广东新会人，中国显微外科专家、医学教育家，曾任中山医科大学副校长、教授、博士生导师。